# Equip LoCo
Un Equip de Comunitat Local o Equip LoCo és un grup de partidaris locals de Linux. El principal objectiu d'un equip LoCo és fomentar l'ús del sistema operatiu Linux així com l'ús de productes de codi obert i programari lliure.
La distribució Ubuntu del sistema operatiu Linux rep el crèdit de la promoció de l'ús dels LoCos. Des de l'aparició dels ordinadors, entusiastes i seguidors de tot el món es reuneixen a garatges, universitats i bars per xerrar sobre el seu interès, aprendre dels altres i ajudar a promoure el seu interès. La combinació d'això amb la popularitat d'Ubuntu va donar peu al projecte Ubuntu LoCo.
Els equips LoCo estan en molts llocs per promoure i donar suport a l'Ubuntu i construir comunitats en àrees específiques. La major part dels LoCos tenen projectes com ara de traducció o personalització per a la seva àrea específica, cosa que millora la distribució Ubuntu de Linux. Els LoCos són una part molt important de la comunitat d'usuaris a darrere de l'Ubuntu.

## Organització comunitària
Les comunitats de codi obert, que treballen molts cops com a comunitats virtuals o en línia, tenen un paper molt important en la contribució a la millora i a la promoció del programari lliure i el codi obert. Molts projectes han pogut créixer més ràpid gràcies a l'aportació a aquestes comunitats que combinen l'aportació voluntària i professional.
L'articulació de comunitats al voltant del programari lliure i els projectes de codi obert pot tenir diversos objectius. Per un cantó és la principal via per la qual es produeix una interacció directa entre els usuaris i els desenvolupadors d'aquests projectes, mentre que també compleix un objectiu d'evangelització per atraure nous usuaris a aquests projectes.
S'ha proposat que la governança de projectes basats en l'esforç comunitari es basa en cinc principis:
- Independència: Tot i que pot haver-hi patrocinadors, l'organització comunitària ha de tenir independència total d'aquests patrocinadors.
- Pluralisme: S'han de preservar mètodes, punts de vista i enfocaments diferents i fins i tot enfrontats i han de conviure a la mateixa comunitat.
- Representació: Tots els membres de la comunitat han de poder participar directament o de forma delegada en les decisions preses per la comunitat.
- Presa de decisions descentralitzada: Molts elements de les decisions s'han de prendre de forma descentralitzada.
- Participació autònoma: Els membres de l'organització comunitària han de poder participar fixant els seus propis terminis de participació.

La comunitat al voltant de la distribució Ubuntu del sistema operatiu Linux té diverses estructures de governança corporativa. Aquestes estructures es componen de diferents tipus d'equips, on els equips de comunitat local, o «equips LoCo» i el Consell de la Comunitat Ubuntu canalitzen l'aportació de voluntaris.

## Comunicació comunitària
Els equips LoCo es comuniquen principalment per via virtual, mitjançant fòrums, llistes de correus i xarxes de comunicació com l'IRC, i per via presencial a través de jornades i reunions.
La major part de les reunions es realitzen a través de l'IRC a la xarxa Freenode. En aquestes comunitats virtuals la xarxa IRC s'ha demostrat una eina molt efectiva per la transmissió de la informació i per la creació de xarxes socials efectives.
Les reunions presencials es dediquen a la presentació de noves versions de l'Ubuntu, correcció d'errors o jornades de traducció dels sistema operatiu o el programari.

## Equips LoCo aprovats
Els equips LoCo són aprovats pel Consell de la Comunitat Ubuntu i han de ser tornats a verificar cada tres anys. Els següents són els equips LoCo aprovats actualment:
- Argentina
- Austràlia
- Àustria
- Bangladesh
- Bèlgica
- Brasil
- Canadà
- Català
- Xile
- Xina
- Colòmbia
- Croàcia
- Txec
- Dinamarca
- Finlàndia
- França
- Alemanya
- Grècia
- Índia
- Indonèsia
- Iran
- Irlanda
- Israel
- Itàlia
- Hongria
- Japó
- Kurdistan/Kurd
- Holanda/Flandes
- Myanmar
- Nicaragua
- Noruega
- Pakistan
- Panamà
- Perú
- Filipines
- Polònia
- Portugal
- Romania
- Sèrbia
- Eslovàquia
- Espanya i Amèrica Llatina
- Sud Àfrica
- Suècia
- Suissa
- Taiwan
- Tunísia
- TamilUlagam
- Thai
- Regne Unit
- Estats Units d'Amèrica/Colorado
- Estats Units d'Amèrica/Chicago,IL
- Estats Units d'Amèrica/Washington, DC
- Estats Units d'Amèrica/Florida
- Estats Units d'Amèrica/Georgia
- Estats Units d'Amèrica/Kentucky
- Estats Units d'Amèrica/Massachusetts
- Estats Units d'Amèrica/Michigan
- Estats Units d'Amèrica/NewJersey
- Estats Units d'Amèrica/New York
- Estats Units d'Amèrica/Arizona
- Estats Units d'Amèrica/NewMexico
- Estats Units d'Amèrica/Ohio
- Estats Units d'Amèrica/Pennsylvania
- Estats Units d'Amèrica/Utah
- Uruguai
- Veneçuela